# صموئيل إم. ستيفنسون
صموئيل إم. ستيفنسون هو سياسي أمريكي، ولد في 23 ديسمبر 1831 في Hartland, New Brunswick ‏ في كندا، وتوفي في 31 يوليو 1907. نشط حزبياً في الحزب الجمهوري. وقد انتخب عضو مجلس ولاية ميشيغان ‏ وانتخب عضو مجلس نواب ميشيغان ‏ وانتخب عضو مجلس النواب الأمريكي ‏.